# FIFA 2000
FIFA 2000 (conhecido como FIFA 2000: Major League Soccer na América do Norte e FIFA 2000: Europe League Soccer no Japão) é um jogo eletrônico de futebol lançado em outubro de 1999, produzido pela Electronic Arts e lançado pela EA Sports.

## Campeonatos
O FIFA 2000 trazia 18 ligas, seis a mais que seu antecessor. Pela primeira vez, o jogo trazia a Major League Soccer, substituindo a liga americana dos jogos anteriores que continha equipes fictícias baseadas na liga de futebol que a antecedeu. Conta com a saída da Primeira Liga portuguesa, que só retornaria no FIFA 2004. A liga brasileira é composta somente de sete equipes, as mesmas que participaram da Copa Mercosul de 1999.
No modo Temporada, agora é possível jogar uma liga por mais de uma temporada (até o máximo de três), e os últimos colocados são rebaixados e substituídos por um conjunto de equipes promovidas à divisão principal em seu lugar (semelhante aos campeonatos reais). No entanto, à época, as ligas inferiores ainda não eram selecionáveis, logo a "segunda divisão" era apenas um banco de times extras de cada país. A MLS e os times brasileiros não estão disponíveis neste modo.
Há também um bloco "Resto do Mundo", contendo equipes europeias e do mundo árabe, além do Port Vale F.C., à época na terceira divisão inglesa, incluso por exigência do cantor Robbie Williams, torcedor do clube, que gravou a canção-tema do jogo.
- Bundesliga
- Pro League
- Campeonato Brasileiro
- Superliga Dinamarquesa novo
- Scottish Premier League
- La Liga
- Major League Soccer novo
- Ligue 1
- Alpha Ethniki novo
- Eredivisie
- FA Premier League
- Ligat Ha'Al novo
- Serie A
- K-League novo
- Tippeligaen novo
- Allsvenskan
- TFF 1.Lig novo nota
- Troféu EFA
- Liga dos Campeões da UEFA
- Copa do Mundo

notaA liga turca não contém o Galatasaray, que não aceitou ceder os direitos sobre os nomes de seus jogadores. Em seu lugar está o Sakaryaspor, que estava inscrito na segunda divisão mas foi dispensado de disputar a temporada de 1999-2000 por conta de um terremoto que ocorreu na época, na região onde o clube se localiza.
Resto do Mundo